# Bootstrapping (estadística)
El bootstrapping (o bootstrap) es un método de remuestreo propuesto por Bradley Efron en 1979. Se utiliza para aproximar la distribución en el muestreo de un estadístico. Se usa frecuentemente para aproximar el sesgo o la varianza de un análisis estadístico, así como para construir intervalos de confianza o realizar contrastes de hipótesis sobre parámetros de interés. En la mayor parte de los casos no pueden obtenerse expresiones cerradas para las aproximaciones bootstrap y por lo tanto es necesario obtener remuestras en un ordenador para poner a prueba el método. La enorme potencia de cálculo de los ordenadores actuales facilita considerablemente la aplicabilidad de este método tan costoso computacionalmente.

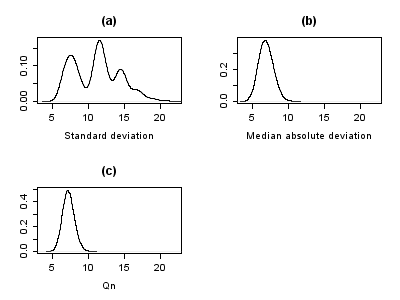
Distribuciones Estadísticas obtenidas del conjunto de datos "velocidad de la luz" (speed of light) de Simon Newcomb; generados a través de bootstrapping: en el resultado final, la desviación típica y la desviación mediana absoluta (ambas medidas de dispersión) difieren en sus distribuciones muestrales.

## Historia
El bootstrap fue publicado por Bradley Efron en Bootstrap methods: another look at the jackknife (1979), inspirado en trabajos anteriores sobre el jackknife. Una mejora de las estimaciones de la varianza se desarrollaron más tarde. Una extensión bayesiana se desarrolló en 1981. El bootstrap bias-corregido y acelerado (BCa) fue desarrollado por Efron en 1987, y el procedimiento de ABC en 1992.

## Enfoque
La idea básica de bootstrap es que la inferencia sobre una población a partir de datos de muestra, (muestra → población), puede ser modelada mediante un nuevo muestreo de los datos de la muestra y realizando la inferencia sobre una muestra a partir de datos remuestreados. Como la población es desconocida, el verdadero error en una muestra estadística contra su valor poblacional es desconocido. En las re-muestras de bootstrap, la 'población' es de hecho la muestra, y esto se conoce; por lo tanto, se puede medir la calidad de la inferencia de la muestra "verdadera" a partir de datos remuestreados, (muestra re-muestreada).